# Flugwarnkugeln

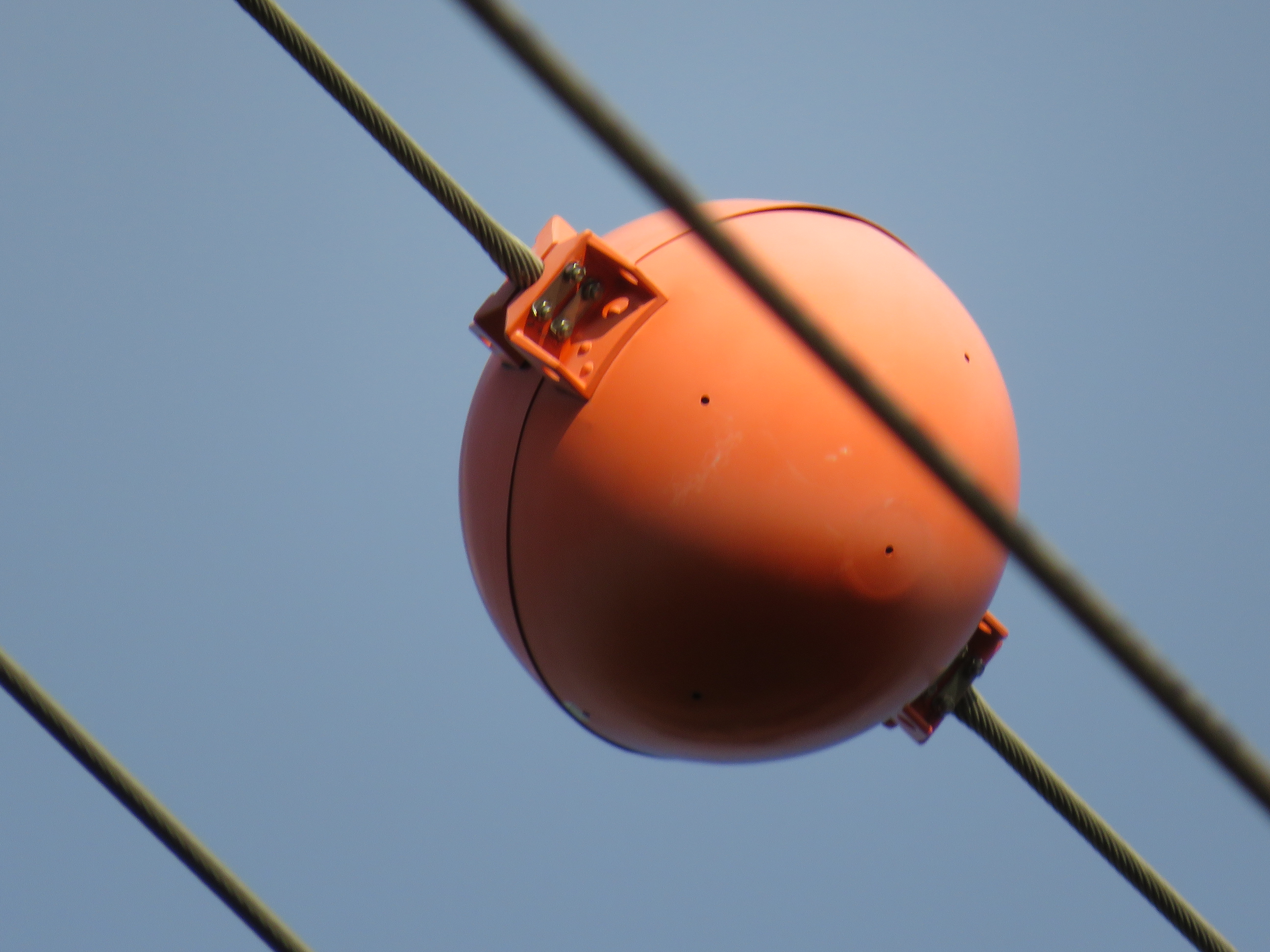
Flugwarnkugel

Flugwarnkugeln (auch Seilmarker, Warnkugeln, Warnkörper, Signalkugeln oder sprachlich ungenau Luftwarnkugeln) oder Luftkugeln sind kugelförmige Signaleinrichtungen an Freileitungen, oft mit einem leuchtfarbenen orangen Anstrich.

## Formen
Flugwarnkugeln haben annähernd eine Kugelform und in der Regel einen Durchmesser von etwa 30 bis 100 cm, können aber je nach Anwendung auch größer und mit Reflektoren ausgestattet sein. Flugwarnkugeln haben oft einen leuchtfarbenen einfarbigen (meist orangen, z. B. RAL 2004 (Reinorange) oder RAL 2005 (Leuchtorange)) oder zweifarbigen (z. B. orange/weiß oder weiß/schwarz) Anstrich oder es werden zur bessern Erkennbarkeit verschiedenfarbige Flugwarnkugeln (z. B. weiß, orange, rot) abwechselnd installiert. Dadurch kann vor dem natürlichen Hintergrund der Jahreszeiten entsprechend eine konstante Sichtbarkeit gewährleistet werden. Die Flugwarnkugeln bestehen meist aus Hartplastik (z. B. Polyethylen), Polyesterverbundstoff oder Aluminium und haben ein Gewicht pro Kugel von etwa fünf Kilogramm oder mehr. Flugwarnkugeln haben eine Lebensdauer von mehr als fünf Jahren, abhängig je nach Montageort. Damit eindringendes Wasser keine Schäden verursachen kann, haben Flugwarnkugeln Entwässerungslöcher.
Es gibt neben den Luftwarnkugeln auch Luftwarnkegel oder Lichtsignaleinrichtungen, welche eine ähnliche Funktion haben oder auf oder neben Seilbahnstationen große spitzwinkelige leuchtorange Warndreieck (Seilbahnwarndreieck in Pfeilform).

## Montage

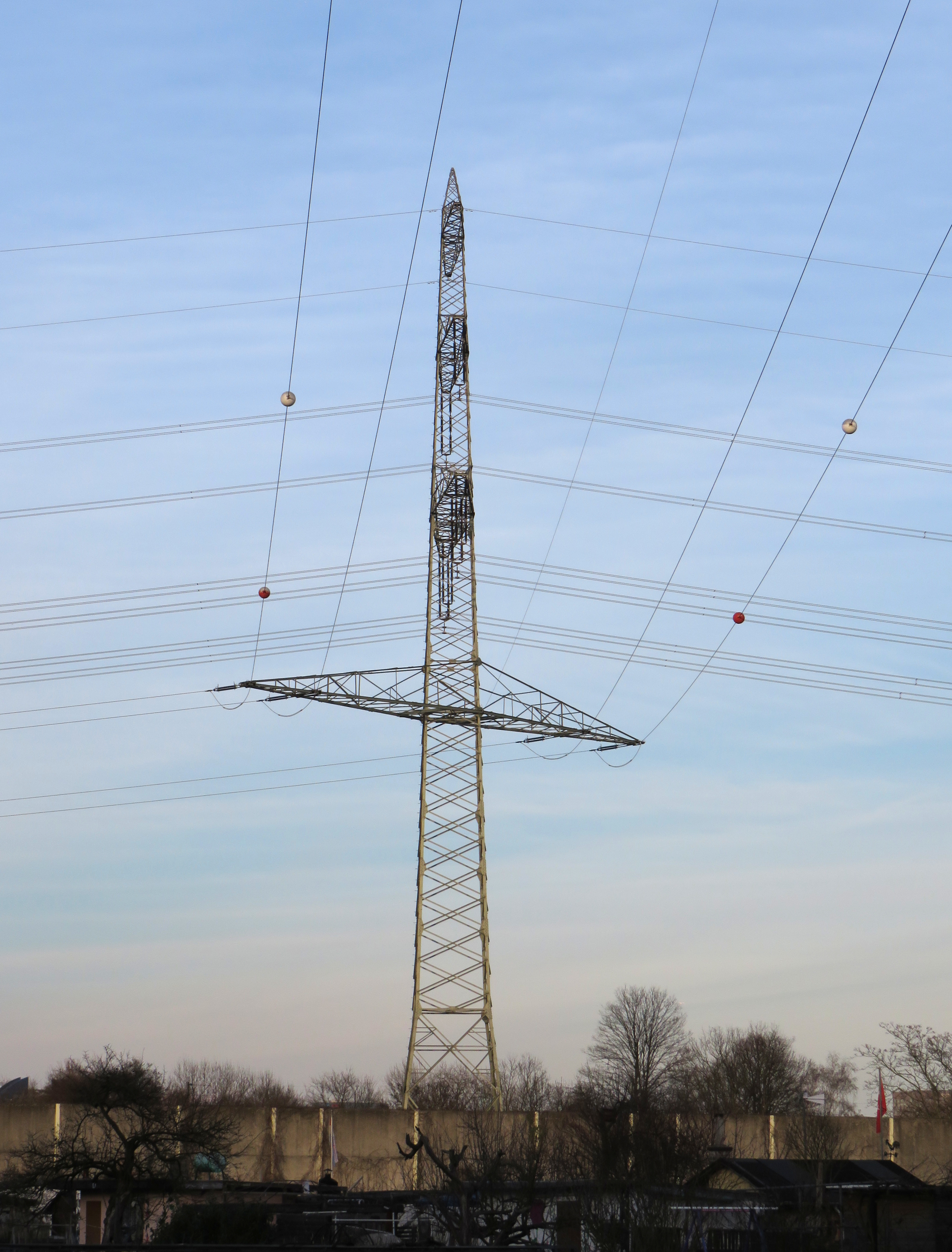
Flugwarnkugeln an Leitungen an einem Hochspannungsmast

Flugwarnkugeln befinden sich in der Regel auf dem obersten Leiter eines Freileitungsmasten mit mehreren Leitern, z. B. am Erdseil einer Hochspannungs-Freileitung, oder auf dem Mast selbst oder neben einer Seilbahnanlage an einem eigenen Stahlseil.
Die Montage erfolgt vor Ort durch Monteure, welche die Seile zur Montage befahren oder die Flugwarnkugeln am Seil befestigen und das Seil weiterziehen oder durch Montageroboter.

## Funktion
Flugwarnkugeln sind Schutzeinrichtungen zur Sichtbarmachung von Stahlseilen am Tag im Luftraum um zu verhindern, dass Fluggeräte oder Vögel in Stahlseile fliegen und diese beschädigen bzw. selbst geschädigt werden.

## Gesetzliche Grundlage

### Deutschland
In Deutschland finden sich die Regelungen in der Allgemeinen Verwaltungsvorschrift zur Kennzeichnung von Luftfahrthindernissen in Abschnitt 2 „Tageskennzeichnung“, Punkt 5.4.

### Österreich
In Österreich müssen Hindernisse für den Flugverkehr eindeutig gekennzeichnet sein. In § 68 (Hinderniskennzeichnung) der Zivilflugplatz-Verordnung – ZFV 1972 heißt es:
Hindernisse im Sinne des § 35 Abs. 2 müssen, soweit ihre Kennzeichnung aus Gründen der Sicherheit der Luftfahrt erforderlich ist, mit rot-weißen Streifen oder Schachbrettmustern nach den Beispielen der Anlage 16 gekennzeichnet sein, sofern sie nicht durch ihre Gestalt und durch den Kontrast ihrer Farbe gegen den Hintergrund deutlich erkennbar sind. Verspannte Seile und Drähte müssen, unbeschadet der Kennzeichnung ihrer Stützmaste, mit orangefarbenen Warnkörpern nach dem Muster der Anlage 16 gekennzeichnet sein.